# Bitwa o Umm Kataf
Bitwa o Umm Kataf, zwana również bitwą o Abu Udżajlę  – starcie zbrojne pomiędzy Siłami Obronnymi Izraela a Siłami Zbrojnymi Egiptu, do którego doszło w dniach 5–6 czerwca 1967 roku w trakcie wojny sześciodniowej.
Atak w kierunku Abu Udżajli i Umm Kataf miał kluczowe znaczenie dla dalszego izraelskiego natarcia w kierunku środkowego Synaju. Zadanie zdobycia obu obszarów przypadło 38 Dywizji Pancernej pod dowództwem gen. Ariela Szarona. Bitwa została wygrana przez Izraelczyków. Straty obu stron nie są dokładnie znane. W swoich wspomnieniach Szaron podaje 40 zabitych i 140 rannych żołnierzy izraelskich.

## Tło historyczne
Wybuch wojny sześciodniowej był poprzedzony napięciami izraelsko-arabskimi. Eskalację można było obserwować od 1965 roku, kiedy to Fatah przeprowadził pierwszy atak na izraelskie instalacje, którymi transportowano wodę z Jeziora Galilejskiego na południe kraju. Ponadto w okresie tym nasiliły się izraelsko-syryjskie spory wokół wykorzystywania wody z Jordanu i Jeziora Galilejskiego. Pod koniec 1964 roku Syryjczycy rozpoczęli ostrzał posterunków i gospodarstw izraelskich ze swoich pozycji na Wzgórzach Golan. Doprowadziło to do potyczek granicznych. W obliczu nasilających się napięć Syryjczycy doszli do przekonania, iż Izraelczycy planują zająć Wzgórza Golan. Wobec tego zaczęli wywierać naciski na Egipt i Związek Radziecki w celu otrzymania pomocy. 13 maja wywiad radziecki poinformował Egipcjan, że Izrael przegrupowuje swoje brygady w kierunku granicy z Syrią. 17 maja Egipt postanowił odpowiedzieć dyslokacją ponad 100 tys. żołnierzy na Synaju, wymuszając wycofanie sił pokojowych ONZ z tego obszaru. 22 maja Egipt ogłosił także zamknięcie Cieśniny Tirańskiej dla Izraelczyków. Państwa arabskie wysyłały swoje kontyngenty na pomoc Syrii i Egiptowi, podczas gdy europejskie mocarstwa nie chciały podjąć mediacji dyplomatycznych.
Historiografia podaje różne przyczyny wybuchu wojny. Jedna mówi, iż Izrael, który obawiając się arabskiego ataku i źle interpretując działania Egiptu, podjął decyzję o rozpoczęciu działań uprzedzających i zaatakował Egipt, a potem Syrię. Za inną przyczynę wybuchu wojny podaje się także kulminację napięć w regionie pomiędzy Izraelem i Egiptem. Izraelska wersja z kolei uzasadnia wojnę tym, iż państwa arabskie nie dały innego wyboru Państwu Izrael, jak rozpoczęcie działań wojennych.

## Przygotowania do bitwy

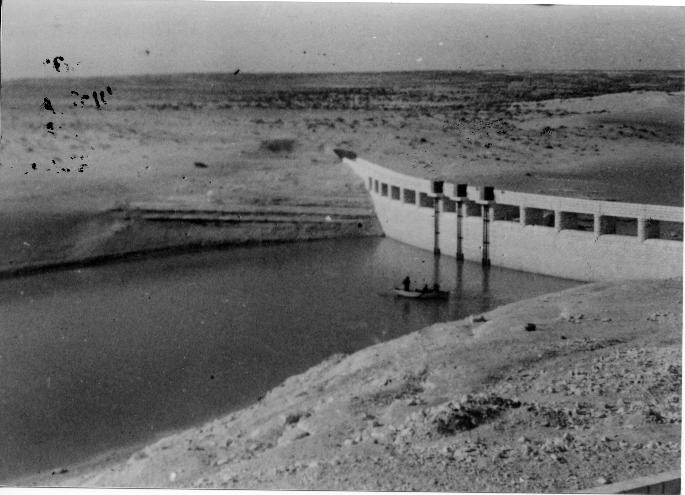
Tama Ar-Rawafi’a (1948)

### Opis rejonu bitwy
Abu Udżajla (arab. أبو عجيلة, również jako Abu Uwajkila) była obszarem, w skład którego wchodziło skrzyżowanie dróg i tama Ar-Rawafi’a (arab. سد الروافعة), a także egipskie umocnienia w Umm Kataf (arab. أم كاتف). Z racji na bliskie położenie przy granicy z Izraelem Abu Udżajla miała strategiczne znaczenie dla izraelskiej ofensywy w kierunku środkowej części Synaju. Pas umocnień od Abu Udżajli do Umm Kataf zabezpieczał także drogi prowadzące ze Środkowego Synaju do Al-Arisz na północy oraz do Al-Kusajmy na południe, gdzie znajdowały się kolejne umocnione pozycje Egipcjan. W miejscu tym dochodziło również do starć podczas wcześniejszych konfliktów izraelsko-arabskich w 1948 roku i w 1956 roku.
Umm Kataf był obszarem, na którym znajdowały się linie egipskich umocnień i pól minowych o głębokości 300 m. Umocnienia te skonstruowano przy pomocy radzieckich doradców. Prócz tego w Umm Kataf znajdowała się artyleria polowa różnych kalibrów, artyleria przeciwlotnicza i stanowiska karabinów maszynowych.

### Siły obu stron
Egipskie stanowiska obronne były obsadzone przez siły 2. Dywizji Piechoty w sile 8000 żołnierzy, z dostępnych 16 000 w całej dywizji. W rejonie Abu Udżajli i Umm Kataf rozmieszczone były: 37, 38 i 39 Batalion Piechoty z 12 Brygady Piechoty, 352 Batalion Piechoty, 51 Brygada Artylerii, 299 Batalion Artylerii, 336 Batalion Artylerii średniego kalibru, jedna kompania pocisków ppanc., dwie kompanie plot. i 6 Regiment Pancerny (66 czołgów T-34-85 i 22 działa samobieżne SU-100).
Dunstan podaje, że w swojej 38 Dywizji Pancernej gen. Ariel Szaron miał do dyspozycji 14 Brygadę Pancerną płk. Mordechaja Cipporiego, 99 Brygadę Piechoty płk. Jekuti’ela Adama, 80 Brygadę Spadochronową płk. Daniego Mata oraz sześć batalionów artylerii. Gawrych wymienia także specjalnie stworzony oddział ppłk. Natana Nira (batalion pancerny, kompania piechoty zmechanizowanej, kompania moździerzy kal. 120 mm, kompania rozpoznania, pluton inżynieryjny, pluton przeciwpancernych pocisków kierowanych SS.10 i SS.11, pojazdy zaopatrzenia i wzmocniony pluton konserwacyjny). Łącznie do dyspozycji Szarona było 14 000 żołnierzy.

### Plan bitwy
Zdobycie obszaru Abu Udżajli stanowiło dla Sztabu Generalnego Sił Obronnych Izraela klucz do dalszej ofensywy w kierunku środkowego Synaju. W związku z tym dowództwo przed rozpoczęciem działań zbrojnych postanowiło zmylić Egipcjan. Izraelska armia zasymulowała koncentrację wojsk na południu kraju, aby wyglądała na przygotowania do uderzenia w kierunku Al-Kusajmy i Al-Kuntilli na pozycje 10 Brygady Piechoty. Przyczyniło się to do przeniesienia części sił egipskich w ten rejon, łącznie ze sztabem 2. Dywizji Piechoty. Al-Kusajma miała zostać odseparowana od pozostałego obszaru działań dywizji siłami brygady pod dowództwem Uriego Bajdaca i siłami Arjego Amita. W ten sposób Szaron chciał zablokować ewentualne posiłki dla walczących w Umm Kataf i Abu Udżajli.
Na północy obszaru działań dywizji w kierunku Abu Udżajli i Umm Kataf operowała specjalnie wydzielona grupa Nira. Miała ona na początku zająć Pozycję nr 181 nazwaną przez Izraelczyków kryptonimem „Oakland”. Następnie część sił miała zablokować drogę prowadzącą spod Dżabal Libni, a reszta wydzielonych wojsk miała od tyłu zaatakować pozycje egipskie w Abu Udżajli i połączyć się z siłami izraelskimi w Umm Kataf.
14 Brygada Pancerna miała wejść do walki od razu po rozpoczęciu izraelskiej ofensywy na Synaj. Płk Cippori miał za zadanie zająć egipskie posterunki obserwacyjne przed Umm Kataf, aby ułatwić ruch własnej piechocie i artylerii. Następnie brygada miała zapewnić wsparcie ogniowe podczas nocnego ataku piechoty na okopy stanowiące część umocnień Umm Kataf. Nocny atak 99 Brygady Piechoty płk. Jekuti’ela Adama na umocnienia miał nastąpić od strony północnej po wcześniejszej nawale artyleryjskiej. Szaron w swoim planie uwzględnił także atak 80 Brygady Spadochronowej na pozycje egipskiej artylerii. Desant ze śmigłowców na tyłach Egipcjan miał być zsynchronizowany z natarciem piechoty tak, aby artyleria nie była w stanie zagrozić atakowi piechoty i czołgów.
Wsparciem dla wszystkich izraelskich wojsk, w tym także dla dywizji gen. Szarona, była operacja „Moked”, w ramach której Siły Powietrzne Izraela przeprowadziły ataki na egipskie lotniska w celu osłabienia i sparaliżowania egipskiego lotnictwa w pierwszych godzinach ataku.
Działanie wojsk Szarona na obszarze Umm Kataf i Abu Udżajli miało być wsparte poprzez zajęcie skrzyżowania Bir Lahfan przez siły gen. Awrahama Joffego. Miały one powstrzymać i związać walką egipskie posiłki, które miano skierować do wojsk walczących z Izraelczykami na wybrzeżu oraz w rejonie Umm Kataf i Abu Udżajli.

## Przebieg bitwy

### Rozpoczęcie natarcia

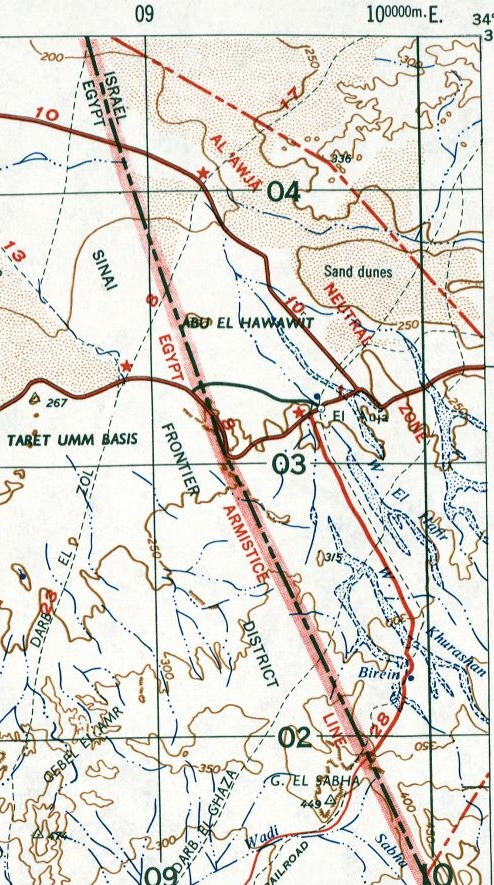
Granica izraelsko-egipska w rejonie Audży al-Hafir i Niccany

5 czerwca, o godzinie 08:15 czasu izraelskiego, siły gen. Szarona przekroczyły granicę izraelsko-egipską w rejonie Audży al-Hafir oraz Niccany i nawiązały kontakt ogniowy z siłami egipskimi. Według doniesień egipskich do przekroczenia granicy i starć nadgranicznych miało dojść wcześniej. W rejonie wzgórza Tarat Umm Basis Izraelczycy natknęli się na opór ze strony 2 Batalionu Rozpoznania i kompanii czołgów T-34-85. Walki trwały około dwóch godzin. Po tym czasie pozostałe siły egipskie wycofały się, osiągając swój cel poprzez opóźnienie izraelskiego natarcia. Następnie siły izraelskie skierowały się w kierunku Umm Tarafa i Pozycji nr 236. Tam również doszło do strać z Egipcjanami. Jednak przed południem wojska płk. Cipporiego dotarły do drogi z Al-Arisz do Abu Udżajli, która znajdowała się na północ od ufortyfikowanego obszaru. Izraelczycy utworzyli blokady drogowe z posterunkami mającymi zatrzymać ewentualne egipskie posiłki z Al-Arisz. Tym samym zabezpieczono drogę dla piechoty oraz artylerii, które miały wziąć udział w dalszym natarciu. W tym samym czasie Egipcjanie rozpoczęli ostrzał artyleryjski czołgów z 14 Brygady Pancernej płk. Cipporiego, uniemożliwiając im swobodne poruszanie się. Wymusiło to na gen. Szaronie przeprowadzenie frontalnego, nocnego ataku na pozycje przeciwnika. Około godziny 13:00 Szaron wydał rozkaz 99 Brygadzie Piechoty, aby przybyła z Izraela w rejon walk. Transport odbył się przy pomocy państwowego przewoźnika autobusowego Egged. Dzięki paraliżowi egipskiego lotnictwa autobusy mogły przybyć w rejon Tarat Umm Basis niezagrożone. Następnie piechota marszem przeszła w okolice Umm Taraf. O godzinie 22:30 żołnierze płk Adama znajdowali się gotowi do natarcia w odległości 8–10 km od Umm Kataf.

### Natarcie ppłk. Natana Nira
W momencie, kiedy 14 Brygada Pancerna kierowała się w kierunku Tarat Umm Basis, specjalna grupa ppłk. Nira rozpoczęła natarcie w kierunku tamy Ar-Rawafi’a. O 09:20 oddział zbliżył się do punktu obserwacyjnego przed Pozycją nr 181. Pierwsze uderzenie grupy na egipskie stanowiska na Pozycji nr 181 nie powiodło się. Ppłk Nir został zmuszony do wycofania się i reorganizacji sił. Gen. Szaron zapewnił go, że może otrzymać wsparcie spadochroniarzy, ale ich użycie w tym rejonie przeszkodziłoby wykorzystaniu 80 Brygady Spadochronowej w nocnym ataku na egipską artylerię. W drugim ataku ppłk Nir nakazał czołgom wykonanie manewrów oskrzydlających, z kolei piechota zmechanizowana miała przeprowadzić frontalny atak przy wsparciu zrzutu napalmu przez izraelskie samoloty. Późnym wieczorem grupa Nira zdobyła ostatecznie Pozycję nr 181. W tym ataku oddział poniósł ciężkie straty, m.in. utracono osiem czołgów.
O 22:00 ppłk Nir otrzymał rozkaz od gen. Szarona, aby pozostawić na Pozycji nr 181 część swoich sił, a resztę skierować w kierunku Abu Udżajli. W jej okolice dotarł późną nocą, gdzie rozstawił posterunki mające ostrzegać przed ewentualnymi ruchami wojsk egipskich z kierunku Al-Arisz i wzgórza Dżabal Libni. Z resztą sił ppłk Nir rozpoczął natarcie na tamę.

### Działania 80 Brygady Spadochronowej
O godzinie 19:00 pierwsze śmigłowce ze 124 Eskadry zaczęły przybywać w rejon obszaru działań dywizji gen. Szarona. Przyciągnęło to uwagę obserwatorów egipskiej artylerii, która otworzyła ogień w kierunku lądowisk. Płk Mat nakazał reszcie śmigłowców S-58 lądowanie w kilku falach na innym obszarze. Sprawiło to, że spadochroniarze musieli pokonać dłuższą drogę (ok. 4–5 km), co opóźniło rozpoczęcie ataku na Abu Udżajlę i Umm Kataf. Dunstan podaje, że część śmigłowców, ze względu na słabą widoczność, nie mogła znaleźć wyznaczonych miejsc do lądowania. Egipski ostrzał lądowisk ułatwiał jednak spadochroniarzom nawigowanie po zmroku i lokalizowanie stanowisk artylerii.
O godzinie 22:00 spadochroniarze uderzyli na pozycje artyleryjskie w Umm Kataf. O tej samej porze gen. Szaron nakazał ostrzał okopów na przedzie umocnień Umm Kataf. Dunstan podaje tę samą godzinę rozpoczęcie nawały artyleryjskiej, jednakże według Gawrycha ostrzał artyleryjski rozpoczął się o 22:45 i trwał do godziny 23:15.
Atak spadochroniarzy zaskoczył początkowo Egipcjan. Z czasem udało się im jednak stawić opór Izraelczykom, a walki zintensyfikowały się. Po ponad 90 minutach walk płk Mat wydał rozkaz, aby spadochroniarze zaczęli kierować się w stronę egipskiej artylerii w rejonie tamy Ar-Rawafi’a. Gen. Szaron nakazał wycofanie sił na pobliskie wydmy, aby umożliwić atak izraelskim czołgom. Strona Związku Weteranów Spadochroniarzy podaje, że rozkaz ten został wydany przed świtem. Według Szarona, około godziny 03:00 lub 03:30, 6 czerwca, płk Mat poprosił o ewakuację z pola walki. Spadochroniarze zostali poproszeni o oznakowanie lądowisk, ale dymy z płonących składów amunicji i paliwa uniemożliwiały pilotom odróżnienie pozycji izraelskich od egipskich. Dopiero o 06:45 udało się zlokalizować lądowiska i rozpoczęto ewakuację.
W trakcie natarcia miało zginąć sześciu spadochroniarzy.

### Atak na Umm Kataf
O godzinie 22:00, 5 czerwca, wraz z atakiem spadochroniarzy na pozycje egipskiej artylerii rozpoczęło się natarcie 99 Brygady Piechoty płk. Adama. Piechota zaatakowała egipskie okopy od północy, omijając pola minowe. Początkowo Izraelczykom udało się zaskoczyć przeciwnika, ale im dłużej trwała walka, tym opór Egipcjan stawał się silniejszy. W trakcie ataku na drugą linie okopów Izraelczycy wzięli do niewoli egipskiego pułkownika. Około godziny po północy izraelskim saperom udało się rozminować drogę prowadzącą przez pola minowe, co umożliwiło piechocie frontalne natarcie.
Wsparcie nacierającej piechocie miał zapewnić ostrzał czołgów części 14 Brygady Pancernej. Kiedy 99 Brygada Piechoty osiągnęła linie okopów, saperzy płk. Cipporiego rozpoczęli rozminowywanie pól minowych, aby umożliwić przejazd czołgom. Musiano tego dokonać ręcznie, ponieważ jednostka nie została wyposażona w czołg z trałem przeciwminowym. O godzinie 02:30, 6 czerwca, udało się rozminować wąski pas ziemi, co miało pozwolić na przejazd siłom pancernym. Według Dunstana nastąpiło to o godzinie 03:30. Dopiero o godzinie 04:00 wszystkie czołgi płk. Cipporiego mogły wejść do walki z piechotą i czołgami Egipcjan. W trakcie walk doszło do przypadkowego ostrzelania przez Izraelczyków własnych czołgów z dywizji gen. Awrahama Joffego, które poruszały się z kierunku północnego wschodu.
W momencie, kiedy atakowano pozycje egipskie w rejonie Umm Kataf, na tamę Ar-Rawafi’a i sztab egipskiej 12 Brygady Piechoty uderzył ppłk Nir. Atak zaskoczył Egipcjan, którzy nie zdążyli stawić oporu atakującym od tyłu Izraelczykom. Zlikwidowano także punkty oporu w rejonie Abu Udżajli. Ppłk Nir rozkazał swoim siłom, aby utrzymały tempo natarcia w celu jak najszybszego połączenia się z siłami Cipporiego, które walczyły w Umm Kataf.
Dopiero około godziny 04:00 Egipcjanie użyli swoich wszystkich sił pancernych w Umm Kataf do odparcia ataku Izraelczyków. Walki pancerne trwały do godziny 06:00. O tej samej godzinie Sztab Generalny Egipskich Sił Zbrojnych nakazał wycofanie się tym żołnierzom, którzy pozostali przy życiu w rejonie Abu Udżajli i Umm Kataf.

### Rezultat walk
Gawrych podaje, że przez cały czas egipskie dowództwo spodziewało się głównego uderzenia na południu Synaju. Późnym rankiem okazało się, że wysłana z pomocą do Al-Arisz 3 Dywizja Piechoty została odparta na wysokości Bir Lahfan i około południa rozpoczęła wycofywanie się. Zajęcie Al-Arisz i Abu Udżajli pozwoliło Izraelczykom na zdobycie pozycji wyjściowych do ataku na rejon wzgórza Dżabal Libni.
Według danych podanych przez Ariela Szarona 40 izraelskich żołnierzy zginęło, a 140 zostało rannych w trakcie prowadzonych działań. Gawrych podaje, że zginęło co najmniej 32 Izraelczyków, a 19 czołgów zostało zniszczonych. Egipcjanie mieli stracić 40 czołgów, a straty w ludziach szacuje się na ok. 2000 osób.